# Quantum (класс круизных судов)
Quantum — класс круизных судов компании Royal Caribbean. До 2013 года был известен под кодовым именем Project Sunshine. Класс состоит из пяти кораблей: Главное судно Quantum of the Seas (2014), Anthem of the Seas (2015), Ovation of the Seas (2016), Spectrum of the Seas (2019) и Odyssey of the Seas (2020).
Корабль Quantum of the Seas провёл своё первое плавание в конце 2014 года.

## История

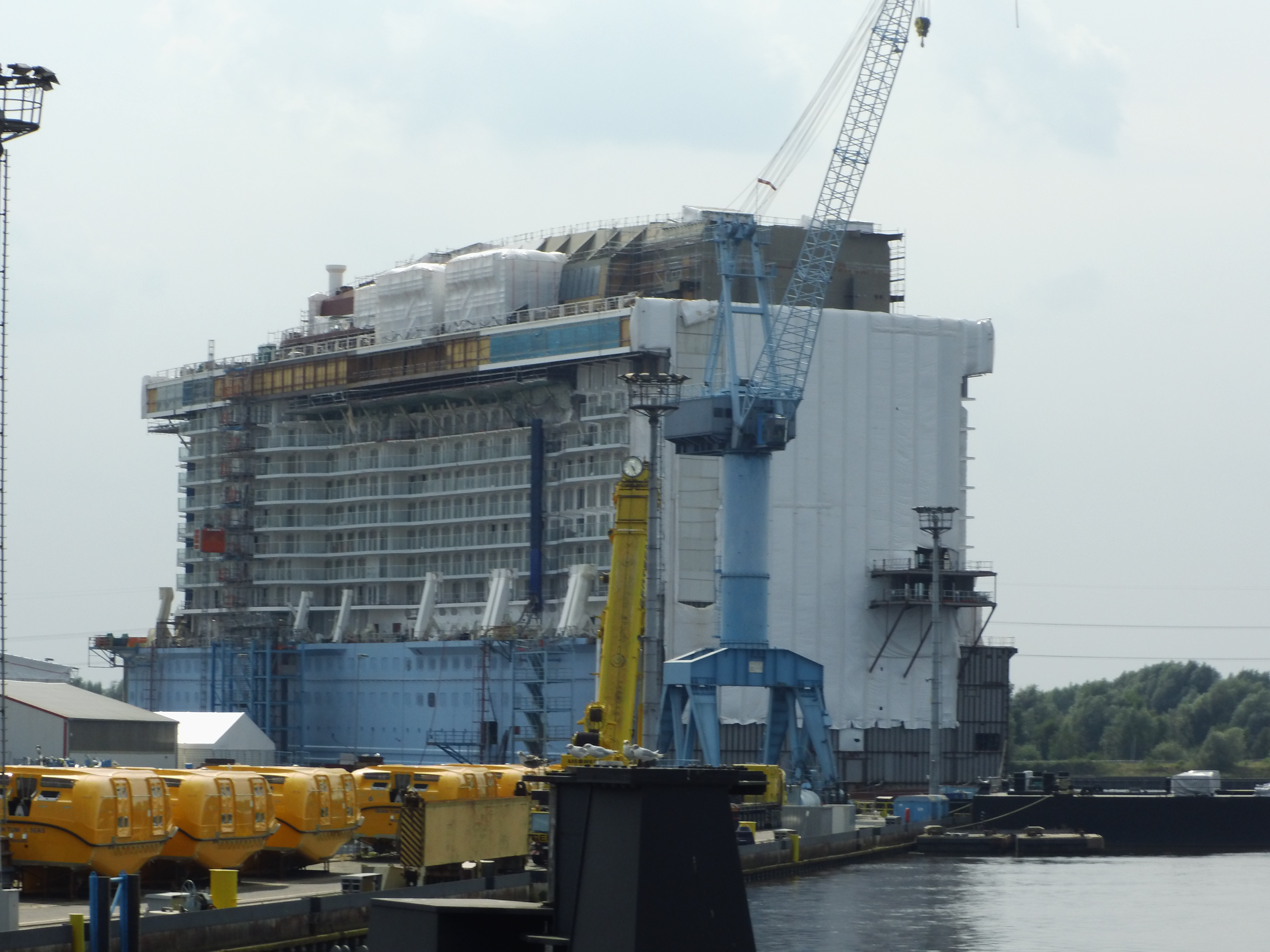
Anthem of the Seas 2 августа 2014 года

11 февраля 2011 года Royal Caribbean объявила, что на верфи Meyer Werft для неё будет построен корабль нового класса. Новое судно отправили компании осенью 2014 года. 29 февраля 2012 года компания подписала контракт для строительства второго корабля, который был введён в эксплуатацию весной 2015 года.
30 мая 2013 года Royal Caribbean подписала контракт с Meyer Werft для строительства третьего корабля. Судно привезли компании в апреле 2016 года. 18 сентября 2014 года третьему кораблю было дано название Ovation of the Seas.
7 мая 2015 года Royal Caribbean заключила соглашение с верфью Meyer Werft для строительства четвёртого корабля. Корабль привезли в апреле 2019 года. Название - Spectrum of the Seas 
3 ноября 2015 года Royal Caribbean заключила соглашение с Meyer Werft для строительства пятого корабля. Судно должны привезти в 2020 году. Название - Odyssey of the Seas

### Класс Quantum Ultra
26 апреля 2017 года RCI объявила о том, что четвёртый и пятый корабли класса Quantum будут немного отличаться от трёх предыдущих, и дала название «подклассу» кораблей — Quantum Ultra.

## Корабли класса
| Название             | Фото    | Введён в эксплуатацию |
| Quantum              | Quantum | Quantum               |
| -------------------- | ------- | --------------------- |
| Quantum of the Seas  |         | 31 октября 2014       |
| Anthem of the Seas   |         | 20 апреля 2015        |
| Ovation of the Seas  |         | 8 апреля 2016         |
| Quantum Ultra        |         |                       |
| Spectrum of the Seas |         | 11 апреля 2019        |
| Odyssey of the Seas  |         | Осень 2020            |